# Ý
Az ý (latin small/capital letter y with acute accent) az izlandi, feröeri, türkmén, cseh és szlovák nyelvekben előforduló betű.

## Bevitele a számítógépen

### Billentyűkombinációkkal
| Billentyűzetkiosztás | kisbetű     | nagybetű         |
| -------------------- | ----------- | ---------------- |
| Windows billentyűzet | AltGr+9; Y  | AltGr+9; Shift+Y |
| Apple billentyűzet   | Alt+Shift+Ú | Alt+Shift+Ő      |

### Karakterkódolással
| Karakterkészlet | Kisbetű (ý) | Nagybetű (Ý) |
| --------------- | ----------- | ------------ |
| EBCDIC          | 253         | 221          |
| Bináris EBCDIC  | 11111101    | 11011101     |
| Unicode         | U+00FD      | U+00DD       |
| HTML/XML        | &yacute;    | &Yacute;     |

## Kiejtése a különböző nyelvekben
cseh, szlovák – [iː]

feröeri – [ʊi] vagy [ʊiː]

türkmén – [j]
(A J. R. R. Tolkien által kidolgozott sindarin nyelv latin betűs átírásában, amely sokkal elterjedtebb e nyelv „eredeti” írásánál, az ý az [yː] hang leírásására szolgál.)

## Jelentései
’Ý’ a vietnámi nyelvben Olaszország neve.

### Angolul
- EBCDIC-kódok
- Kis- és nagybetűs Unicode-kódok
- Türkmén kiejtés
- Cseh kiejtés
- Szlovák kiejtés Archiválva 2010. április 17-i dátummal a Wayback Machine-ben

### Magyarul
- Wikiszótár